# Goddelijke Verlosserkerk
De Goddelijke Verlosserkerk is een kerkgebouw in Drachten in de Nederlandse provincie Friesland.

## Beschrijving
De moderne rooms-katholieke kerk van de parochie De Goddelijke Verlosser werd gebouwd naar plannen van Coen Bekink. Op 19 mei 1962 werd de eerste steen gelegd en op 19 juni 1963 werd de kerk ingewijd. Het orgel uit 1963 werd gemaakt door Bernard Pels.

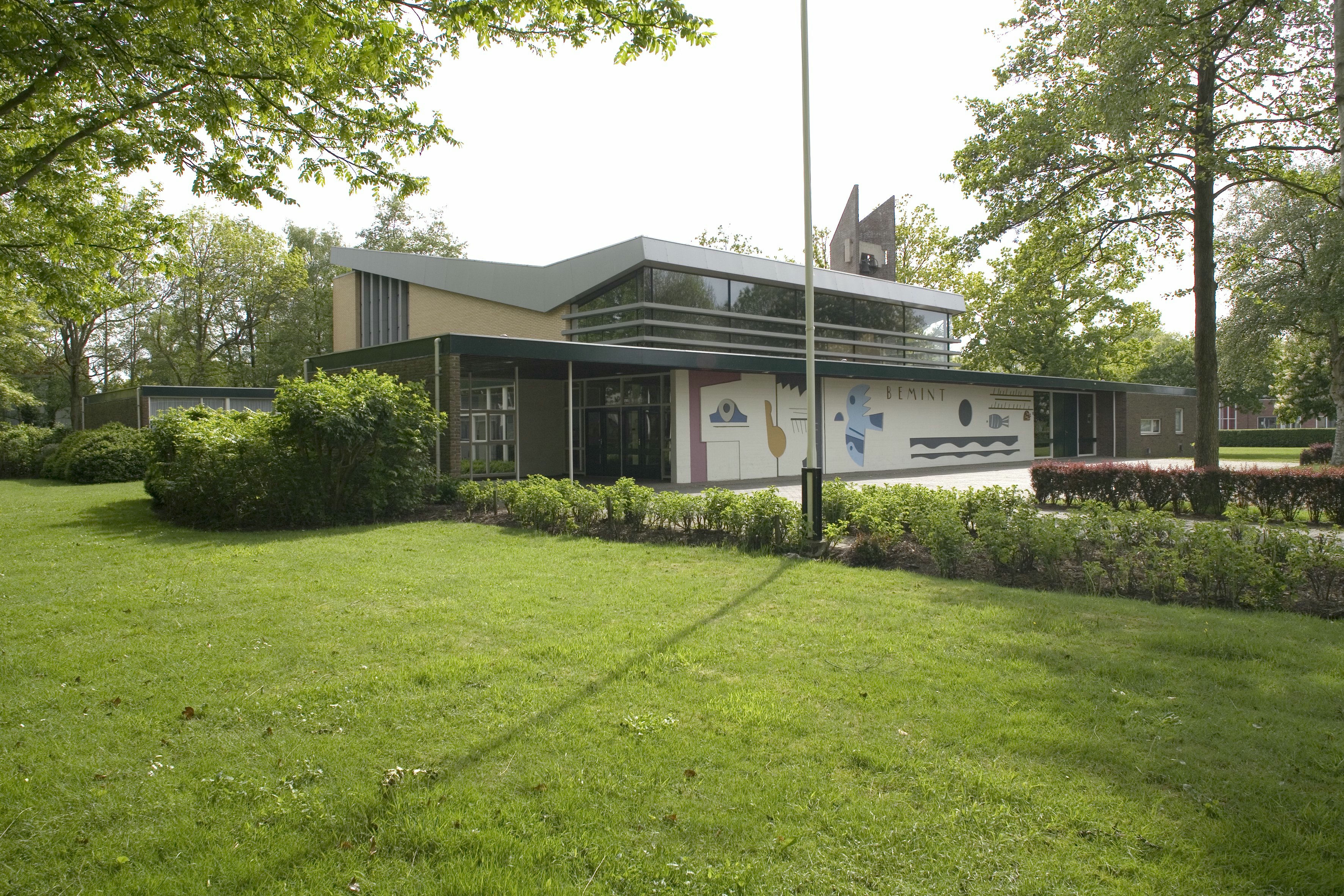
Zijaanzicht (2007)

## Orgel
Bernard Pels-orgel opus 572, 1963.
Dispositie:
Manuaal I: C – g3 Roerfluit 8′, Prestant 4′, Mixtuur III-IV  2′.

Manuaal II: C – g3 Gedekt 8′, Roerfluit 4′, Prestant 2′.

Pedaal: C – f1 Subbas 16′.

Koppelingen: P + I, P + II, I + II.